# Nikita Rukavytsya
Nikita Vadymovych Rukavytsya (in ucraino Микита Вадимович Рукавиця?, Mykyta Vadymovyč Rukavycja; Mykolaïv, 22 giugno 1987) è un ex calciatore ucraino naturalizzato australiano, di ruolo  attaccante.

## Biografia
Nato in Ucraina, all'età di 14 anni si trasferisce in Australia, precisamente a Perth, con tutta la famiglia.
Sposato con una donna israeliana, grazie a questo possiede la cittadinanza israeliana.

## Carriera
Comincia la sua carriera di calciatore al Perth Glory, con la cui prima squadra esordisce nella parte finale della stagione 2006-2007, collezionando 3 presenze nella massima divisione australiana. Nel marzo 2007 firma un contratto professionistico con il club valido sino alla fine della stagione 2008-2009. Nel 2007-2008, malgrado un avvio difficile dal punto di vista personale e di squadra, culminato nell'esonero del tecnico Ron Smith, Rukavytsya si risolleva con l'avvento del tecnico David Mitchell e termina il torneo con 6 gol segnati nelle ultime 8 partite. Nell'aprile 2008 viene invitato dall'Hannover 96 a sostenere un provino che non ha successo e così torna in Australia.
Grazie alle ottime prestazioni con il Perth Glory, viene convocato dalla nazionale olimpica australiana per giocare le Olimpiadi di Pechino 2008.
Nel gennaio 2009 viene acquistato dagli olandesi del Twente. Segna il primo gol con la nuova maglia nella sfida di Coppa dei Paesi Bassi vinta per 8-0 contro lo Joure e vince il titolo di Eredivisie.
L'8 gennaio 2010 viene girato in prestito al Roeselare, squadra belga, fino alla fine della stagione.
Il 14 luglio viene prelevato a parametro zero dall'Hertha Berlino, formazione della seconda divisione tedesca con cui ottiene la promozione in Bundesliga, in cui disputa 24 partite segnando un gol nel 2011-2012, retrocedendo in seconda serie. Dopo aver raccolto una presenza nel campionato di seconda divisione tedesca 2012-2013, il 31 agosto 2012, l'ultimo giorno della sessione estiva del calciomercato, viene ceduto al Magonza per un milione di euro; saranno 8 le sue presenze con la squadra nella Bundesliga 2012-2013. Nell'agosto 2013 viene girato al FSV Francoforte, in 2. Bundesliga, in prestito annuale, ma non si impone come titolare, realizzando 2 reti in 19 presenze.
Il 12 ottobre 2014 torna in Australia, accasandosi al Western Sydney.
Nel settembre 2015 si sposta in Israele per vestire la maglia del Beitar Gerusalemme, con cui realizza 14 gol in 30 presenze in Ligat ha'Al. L'8 giugno 2016 lo acquista il Maccabi Haifa, con cui vince il titolo di capocannoniere del campionato (22 gol in 36 presenze) nel 2019-2020.

## Palmarès

### Club
- Campionato tedesco di seconda divisione: 1

Hertha Berlino: 2010-2011
- Campionato israeliano: 1

Maccabi Haifa: 2020-2021

### Individuale
- Capocannoniere del campionato israeliano:

2019-2020 (22 reti), 2020-2021 (19 reti)